# رحاب المعرفة (مجلة)
رحاب المعرفة مجلة ثقافية تونسية أسسها الباحث التونسي جعفر ماجد عام 1998، ويشرف عليها منذ وفاته في ديسمبر 2010 ابنه معز ماجد.
وهي تصدر كل شهرين.